# باندکووو-روخنه
باندکووو-روخنه (به لهستانی:  Bądkowo-Rochny) یک روستا در لهستان است که در گمینا بروزنگ دوژه واقع شده‌است. باندکووو-روخنه ۴۸ نفر جمعیت دارد.